# Gir (Zebu)

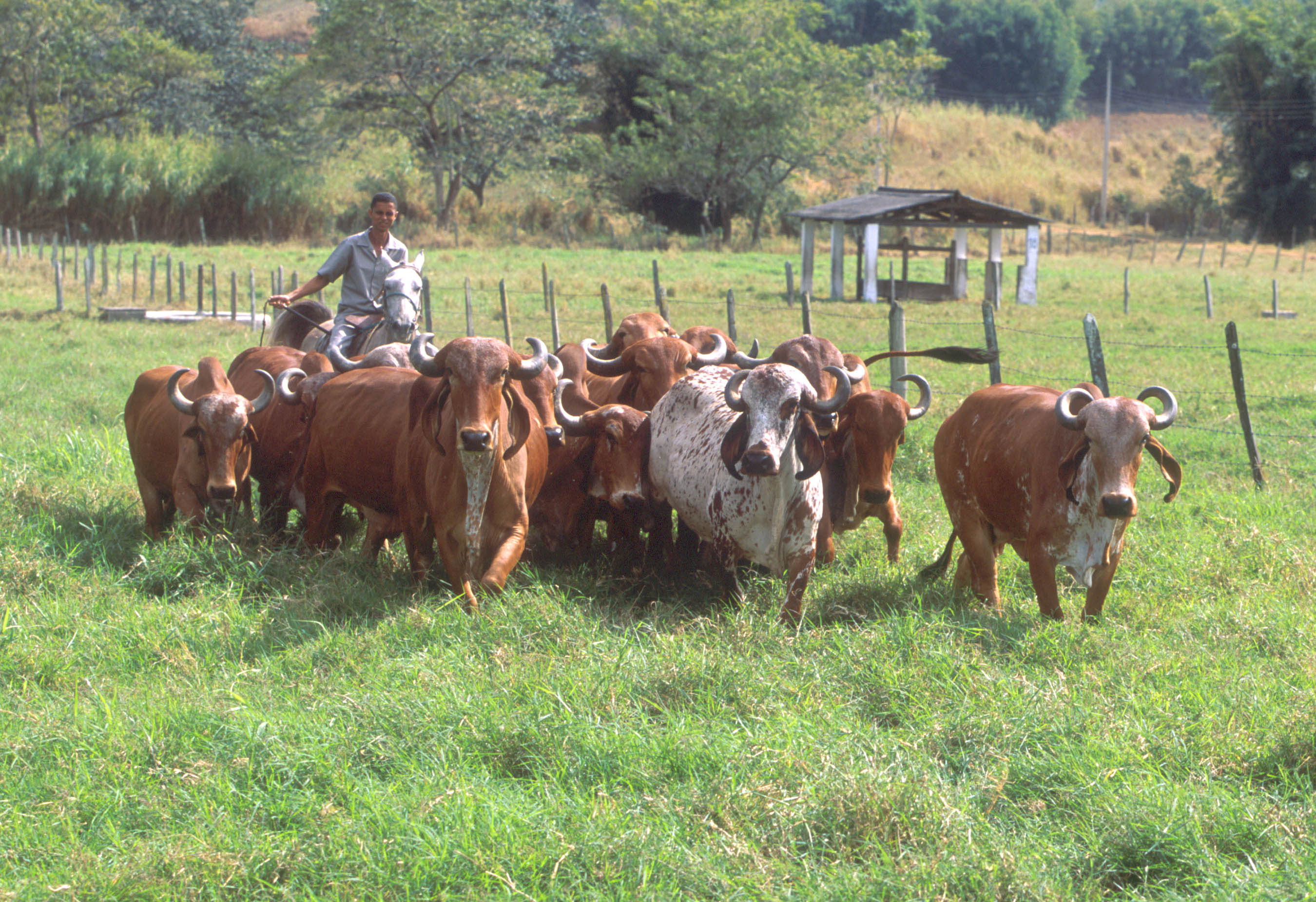
Gyr-Herde in Brasilien

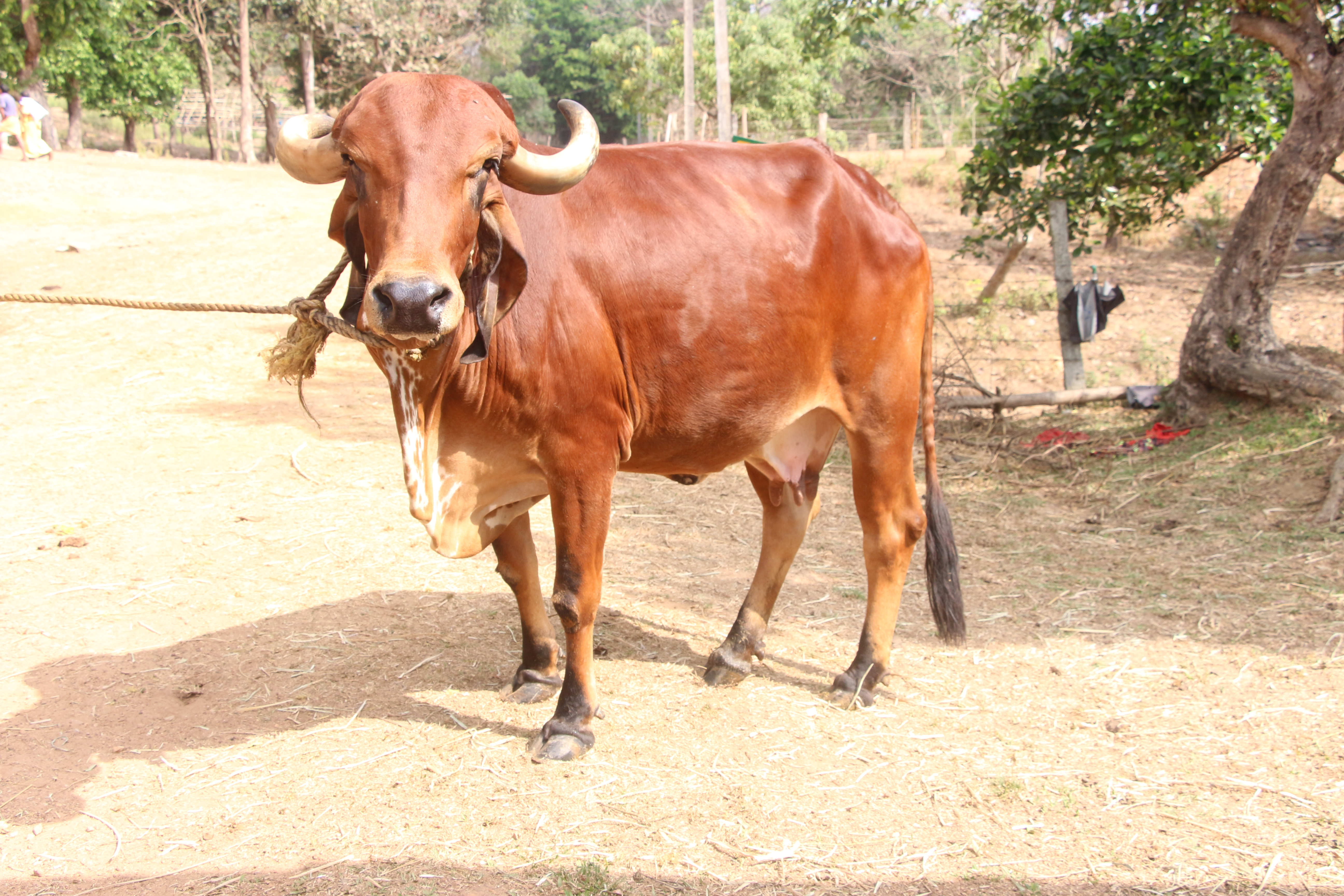
Ein Gir-Rind in Indien

Der Gir oder Gyr ist eine der wichtigsten Zebu-Rassen in Indien.
Es wird sowohl für die Milch- als auch für die Fleischproduktion genutzt. Lokal wurde es für die Verbesserung anderer Rassen verwendet, darunter Red Sindhi und Sahiwal.
Girs waren auch eine der Rassen, die in den USA für die Entwicklung des Brahman verwendet wurden. In Brasilien und anderen südamerikanischen Ländern wird der Gir sehr häufig gehalten, da er als Zeburasse resistent gegen sehr hohe Temperaturen und Tropenkrankheiten ist. Er ist für seine Milchproduktionsqualitäten bekannt und wird häufig mit Holstein-Kühen gekreuzt.
Der Gir ist unverwechselbar in seinem Aussehen: Typischerweise besitzt er eine runde und gewölbte Stirn, lange Pendelohren und Hörner, die sich erst nach hinten richten und sich dann nach oben biegen. Girs sind normalerweise gesprenkelt, in Farben von Rot bis Weiß.
Ursprünglich stammen Girs aus dem Gebiet des westindischen Bundesstaats Gujarat und haben sich in die Nachbarstaaten Maharashtra und Rajasthan ausgebreitet.
Die Kühe wiegen durchschnittlich 385 kg und sind 130 cm hoch, die Bullen 545 kg mit 135 cm. Die durchschnittliche Milchproduktion beträgt 1590 kg pro Laktation, mit einer Rekord-Produktion von 3.182 kg mit 4,5 % Fett.